# ДСТУ 4839
ДСТУ 4839:2007 «Бензини автомобільні підвищеної якості. Технічні умови» — Державний стандарт України, відповідає вимогам європейського стандарту EN 228:2004

## Затвердження
Затверджений наказом Держспоживстандарту України № 244 від 03 жовтня 2007.
Стандарт набрав чинності з 1 січня 2008 року, проте, до 2011 року буде діяти паралельно зі старим. Дія подвійних стандартів на термін до трьох років викликана тим, що вітчизняні нафтопереробні підприємства не готові перейти на випуск палива по нових стандартах негайно. Частково готові працювати за новими технологіями Лисичанський НПЗ та Одеський НПЗ, інші — потребують реконструкції.

## Розробники
Розробкою закону займалася комісія в складі 5 учасників: О. Лукічев (керівник розробки); Б. Кочірко; Т. Лазор; С. Лютий; О. Швидкий. Розробниками виступали державне підприємство «Український науково-дослідний інститут нафтопереробної промисловості «МАСМА»» та технічний комітет «Стандартизація продуктів нафтопереробки та нафтохімії».

## Зміст стандарту
Текст постанови складається з 11 пунктів, більшість з яких є переліком вимог до хімічного складу бензину та інших показників, а також маркування, збереження, перевезення тощо. Окрім того, в документі була введена класифікація бензину за кількома показниками:
- октанове число (92, 95, 98);
- вмістом сірки (I та ΙΙ класи);
- класом леткості (A, B, C, D, ...).

В таблицях наведені фізико-хімічні показники бензинів та вимоги до класів леткості. Наведена діаграма для визначення класу леткості.

## Скасування
28 травня 2015 року на заміну ДСТУ 4839:2007 постановою Верховної ради України було прийнято новий стандарт ДСТУ 7687:2015, а стандарт ДСТУ 4839:2007 було скасовано. Зміна відбулася наказом номер 45 "Про прийняття нормативних документів України, гармонізованих з міжнародними та європейськими нормативними документами, національних стандартів України, скасування нормативних документів України та міждержавних стандартів в Україні". Новий стандарт вступив в дію з 1 січня 2016 року.

## Дивіться також
- ДСТУ
- ДСТУ 7687:2015